# 丙帕鍺
丙帕鍺（INN：Propagermanium），也稱
2-羧乙基鍺倍半氧烷或有機鍺-132，是一種含鍺的有機金屬化合物。在替代医学中使用。丙帕鍺為多分子化合物，化學式為((HOOCCH2CH2Ge)2O3)n。
此化合物最早是由日本的淺井鍺研究所在1967年合成，是水溶性的有機鍺化合物，有使用在營養補充劑中。在大鼠的實驗中對大鼠是低毒性。

## 功用
此藥物在日本的適應症是「改善HBe抗原陽性B型肝炎的的病毒標記」，是慢性B型肝炎的替代治療藥物。有抗病毒感染以及免疫活化的功用。

## 研究
九州大學在2015年的動物實驗，證實丙帕鍺可以作用於FBXW7蛋白，抑制癌症轉移。九州大學在2020年在12名乳癌患者身上確認到類似的效果，證實了其有抑制癌症轉移的能力。

## 禁忌症
- 黃疸患者
- 肝硬化患者或疑似肝硬化患者